# Estación de El Pozo
El Pozo es una estación ferroviaria española situada entre el Pozo del Tío Raimundo (barrio de Entrevías) y Madrid Sur (barrio de Palomeras Bajas), ambos ubicados en el distrito madrileño de Puente de Vallecas.
Forma parte de las líneas C-2, C-7 y C-8 de Cercanías Madrid.
La estación de El Pozo fue uno de los escenarios de los atentados del 11 de marzo de 2004. La explosión de un tren en el recinto ferroviario produjo 68 víctimas mortales.

## Situación ferroviaria
La estación se encuentra en el punto kilométrico 4,9 de la línea férrea de ancho ibérico Atocha-San Fernando de Henares, a 623 metros de altitud. Históricamente, el trazado formaba parte de la línea férrea de ancho convencional que une Madrid con Barcelona, cuando esta tenía su cabecera en la estación de Madrid-Atocha, manteniendo el kilometraje original.

## La estación

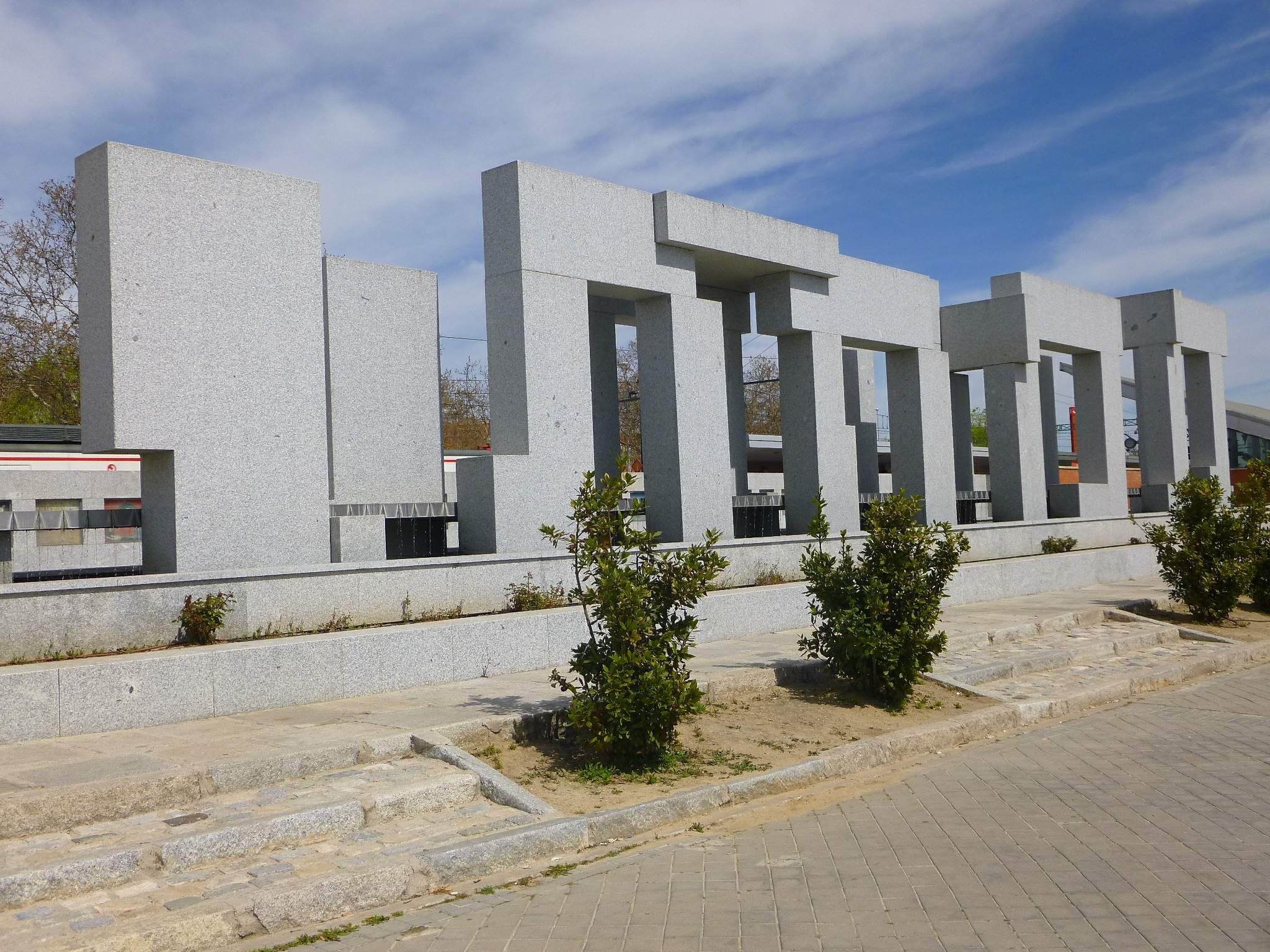
Monumento a las Víctimas del 11-M, junto a la Estación de El Pozo

A diferencia de otras estaciones de la línea, esta estación abrió al público en septiembre de 1996 con las líneas ya en funcionamiento. Cubría el déficit de comunicaciones del barrio que le da nombre, muy alejado tanto de las estaciones de Vallecas como de Entrevías así como de las estaciones de la línea 1 de Metro de Madrid.
El 11 de marzo de 2011 se inauguró en las proximidades de la estación un monumento realizado por el arquitecto José María Pérez González "Peridis" con la colaboración del pintor Juan Genovés y los dibujantes Forges y El Roto, en memoria de los fallecidos en los atentados del 11 de marzo de 2004.

## Servicios ferroviarios
| procedencia/destino                              | < estación                   | Línea | estación > | destino/procedencia |
| ------------------------------------------------ | ---------------------------- | ----- | ---------- | ------------------- |
| Chamartín                                        | Asamblea de Madrid-Entrevías |       | Vallecas   | Guadalajara         |
| Príncipe Pío                                     | Asamblea de Madrid-Entrevías |       | Vallecas   | Alcalá de Henares   |
| Cercedilla                                       | Asamblea de Madrid-Entrevías |       | Vallecas   | Guadalajara         |
| Santa María de la Alameda-Peguerinos El Escorial | Asamblea de Madrid-Entrevías |       | Vallecas   | Guadalajara         |

La estación forma parte de las líneas C-2, C-7 y C-8 de la red de Cercanías Madrid.

## Conexiones
| Diurnos   |                                  |                                          |
| Línea     | Destino                          | Parada                                   |
| 10        | Cibeles                          | 5774 PALOMERAS (C/ Sabrina)              |
| 102       | Estación de Atocha vía Entrevías | 4837 ESTACIÓN EL POZO (Av. Entrevías)    |
| 103       | Ecobulevar                       | 4837 ESTACIÓN EL POZO (Av. Entrevías)    |
| 310       | Pacífico                         | 4837 ESTACIÓN EL POZO (Av. Entrevías)    |
| T31       | Sierra de Guadalupe              | 4837 ESTACIÓN EL POZO (Av. Entrevías)    |
| 136       | Pacífico                         | 3312 MADRID SUR (C/ Puerto Balbarán)     |
| 24        | Estación de Atocha vía San Diego | 51078 PADRE LLANOS-ESTEBAN CARROS        |
| 180       | Arganzuela-Planetario            | 51078 PADRE LLANOS-ESTEBAN CARROS        |
| Nocturnos |                                  |                                          |
| Línea     | Destino                          | Parada                                   |
| N11       | Cibeles                          | 4644 AVENIDA DE ENTREVÍAS-ESTEBAN CARROS |
| N11       | Madrid Sur                       | 4645 AVENIDA DE ENTREVÍAS-ESTEBAN CARROS |